# Старая Европа

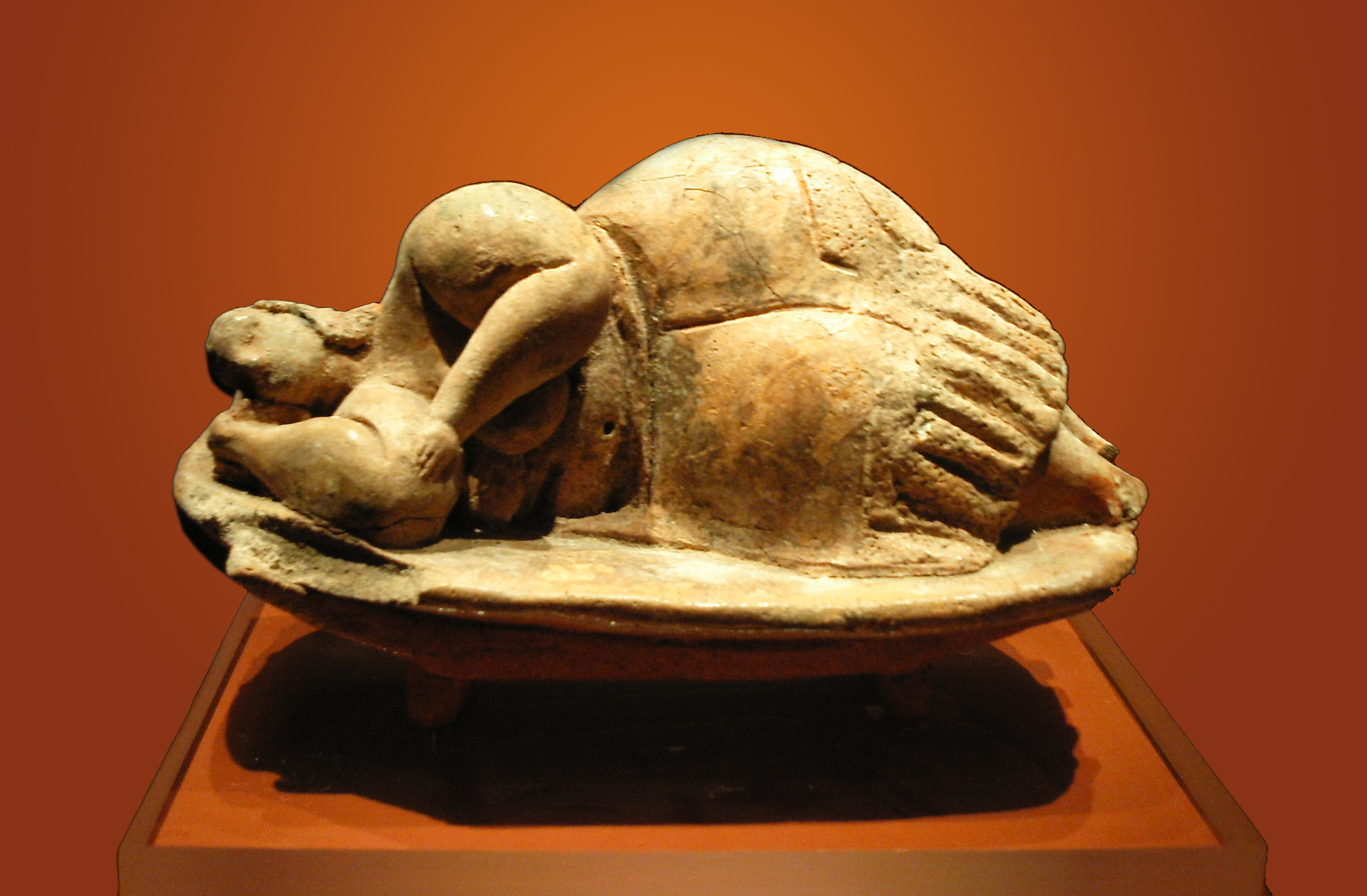
Неолитическая фигура спящей женщины из гипогея Хал-Сафлиени

Старая Европа (англ. Old Europe) — термин, который в 1974 году ввела в оборот Мария Гимбутас для обозначения доиндоевропейской Европы времён энеолита. 
С её точки зрения, балканские, мальтийские и центральноевропейские культуры расписной керамики представляли собой миролюбивое аграрное общество с элементами матриархата, почитавшие различных богинь, с развитым культом плодородия (у средиземноморских народов — быка).
Учение Гимбутас не получило поддержки в научном сообществе.

## Характеристики
В отличие от мегалитических культур окраин Европы, народы «Старой Европы» не оставили после себя таких грандиозных памятников, как Стоунхендж. Однако об их культуре и религии всё-таки можно судить как по археологическим данным (основные культуры — Триполье, Винча, Лендель, воронковидных кубков), так и по историческим свидетельствам о народах, предположительно представляющих доиндоевропейский этнический субстрат (минойцы, сиканы, иберы, баски, лелеги, пеласги). 

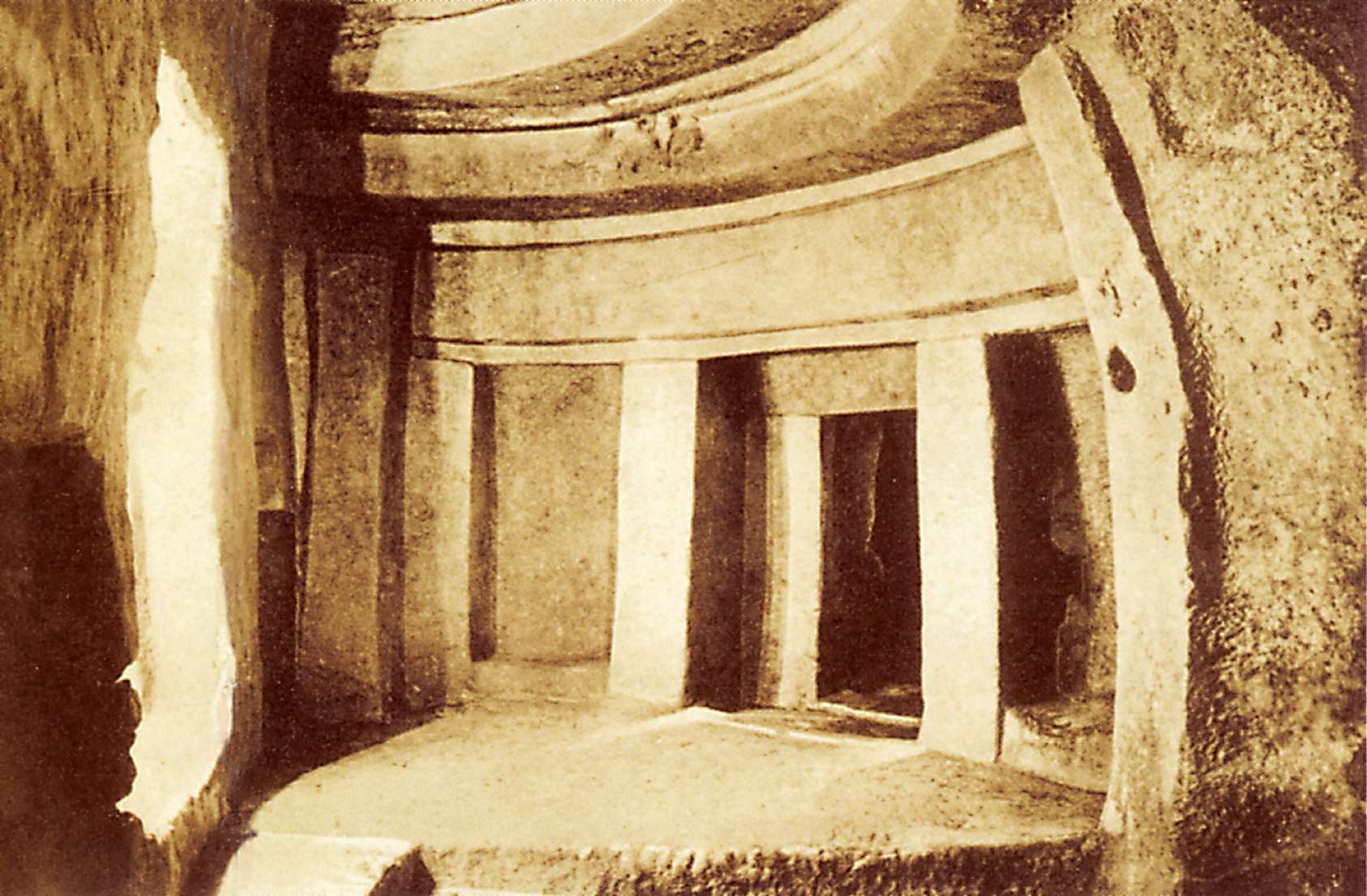
Мегалитический гипогей Халь-Сафлини (III тыс. до н. э.), по Гимбутас, имеет форму материнского чрева

Воздействие народов Старой Европы на культуру индоевропейцев разнится в зависимости от региона. В классической античности отголосками Старой Европы считаются культы богинь (Богиня со змеями, Афродита, Деметра), почитание быков на Крите (см. Минотавр, таврокатапсия, лабрис) и в Иберии, вольное отношение к сожительству лиц одного пола (см. Гомосексуальность в Древней Греции).
Обитатели Старой Европы не знали гончарного круга и колеса. В отличие от индоевропейцев, селившихся в «полисах» на укреплённых местах вроде холмов, они жили в сёлах на равнинах небольшими поселениями (на Балканах существовали населённые пункты, рассчитанные на 3000—4000 жителей). Гимбутас полагала, что реликтовым островком их языка и культуры остаётся Баскония:

Нет никакого сомнения, что баски — живые староевропейцы, традиции которых идут напрямик со времён неолита. Многие аспекты староевропейской культуры — почитание богинь, лунный календарь, наследование по женской линии и ведение женщинами сельского хозяйства — сохранялись в Стране Басков вплоть до XX века.
К концу жизни Гимбутас пришла к весьма спорным выводам, что племена Старой Европы говорили на одном наречии и даже использовали письменность (см. Тэртерийские надписи).
Гимбутас была убеждена, что в IV тыс. до н. э. конец Старой Европе положили вторжения воинственных степняков-индоевропейцев (курганная гипотеза). Тогда племена Старой Европы были истреблены либо ассимилированы индоевропейцами, а культ быка сменился культом коня.

## Культ Богини

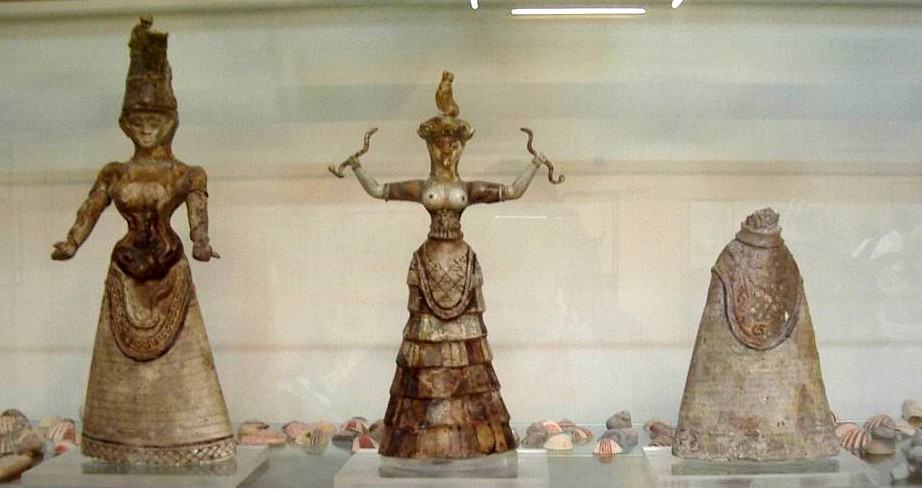
Минойские богини со змеями

Одним из ключевых положений учения Гимбутас о староевропейцах было господство на Ближнем Востоке и в Средиземноморье со времён палеолита культа Триединой богини, который дожил до классической античности в форме Элевсинских мистерий.
По мнению Гимбутас, главная богиня Старой Европы воспринималась как единство трёх ипостастей, символизирующих:
- рождение и плодородие (фигуры «неолитических венер»),
- смерть (спутники богини — ядовитые змеи и хищные птицы),
- возрождение к жизни (символика материнского лона и зарождения жизни в образах бабочек, пчёл, жаб, ежей и быков).

## Восприятие
Учение Гимбутас не получило поддержки в научном сообществе. Оппоненты указывают на ряд допущенных ею упрощений и обобщений, а также на ностальгическую утопичность романтической стереотипизации староевропейцев в русле современного феминизма.
Вместе с тем концепция «Старой Европы» была подхвачена экофеминистскими группами, составившими т. н. «движение Богини». Гимбутас была прозвана «крёстной матерью» этого направления в неоязычестве. Наряду с «Белой богиней» Р. Грейвса её сочинения легли в основу культа Триединой богини у виккан.
Концепцию Гимбутас о столкновении мирного доиндоевропейского матриархального общества с воинственным патриархальным индоевропейским пропагандировала американская писательница-феминистка и антрополог Риана Айслер в книге-бестселлере «Кубок и меч».